# حافظ العهد
حافظ العهد (بالإنجليزية: Oathkeeper)‏ هي الحلقة الرابعة من الموسم الرابع من المسلسل الفانتازي صراع العروش، والمُقتبس من سلسلة روايات أغنية الجليد والنار للمؤلف جورج ر. ر. مارتن، وهي الحلقة رقم 34 من المسلسل ككل. عُرضت الحلقة لأول مرة في 27 أبريل 2014، على شبكة إتش بي أو المُنتجة للمسلسل، وكانت من كتابة براين كوغمان، ومن إخراج ميشيل ماكلارين.

## ملخص الحلقة
تدخل (دينريس) مدينة «ميرين» وتقتل فيها 163 سيّداً بسبب أنّهم قتلوا 163 طِفلاً. (بيتر باليش) يعتَرِف لـ(سانسا) أنّه هوَ المسؤول عمّا حَدَث لـ(جوفري) ويكشف أن شريكتَه في الجريمة هي (أولينا) وأن سلاح الجريمة هو القلادة التي كانت ترتديها (سانسا) في الزفاف؛ تصدم (مارجري) عندما تخبرها (أولينا) بذلك وتوصي ابنتها بالتقرب وإغواء الملك الصغير (تومين). كما يستمر (جايمي) في تدريباته على السيف بيده اليسرى برفقة (برون) ويذهب لمُلاقاة (تيريون) وهو مُقتَنِعٌ أنّ لا ذنبَ له بما حَصَل، أمّا (سيرسي) فهيَ مُتأكّدة أنّه المُذنِب وأنّ (سانسا) شريكَته، فتقولُ لـ(جايمي) أنّ عليه البحث عن (سانسا) وقتلِها؛ بدلاً من ذلك يُرسِل (جايمي) (برين) برفقَةِ (بودريك) للبحث عن (سانسا) وحمايتِها. في الشمال، (جون سنو) يدرب زملاءه في حرس الليل على قتال الهمج للذهاب إلى حِصن (كراستر)، (بران) ورفاقه يلقى الهمج القبض عليهم في حصن (كراستر) مما اضّطرهم للكشف عن هويتهم الحقيقيّة. كما يأخُذ أحد السائرين البيض المولود الجديد وما إن يَلمِسُه حتّى تتحوّل عيونه للون الأزرق.

## الإنتاج
سيناريو الحلقة كان من كتابة براين كوغمان، وأُختير ميشيل ماكلارين لإخراجها. كان روبرت ماكلاكلن مديرًا لتصوير الحلقة، وكريسبين غرين محررًا لها، أما موسيقى الحلقة التصويرية فكانت من تلحين رامين جوادي.

## نسب المشاهدة
| الموسم | الموسم | رقم الحلقة | رقم الحلقة | رقم الحلقة | رقم الحلقة | رقم الحلقة | رقم الحلقة | رقم الحلقة | رقم الحلقة | رقم الحلقة | رقم الحلقة | المتوسط |
| الموسم | الموسم | 1          | 2          | 3          | 4          | 5          | 6          | 7          | 8          | 9          | 10         | المتوسط |
| ------ | ------ | ---------- | ---------- | ---------- | ---------- | ---------- | ---------- | ---------- | ---------- | ---------- | ---------- | ------- |
|        | 1      | 2.22       | 2.20       | 2.44       | 2.45       | 2.58       | 2.44       | 2.40       | 2.72       | 2.66       | 3.04       | 2.52    |
|        | 2      | 3.86       | 3.76       | 3.77       | 3.65       | 3.90       | 3.88       | 3.69       | 3.86       | 3.38       | 4.20       | 3.80    |
|        | 3      | 4.37       | 4.27       | 4.72       | 4.87       | 5.35       | 5.50       | 4.84       | 5.13       | 5.22       | 5.39       | 4.97    |
|        | 4      | 6.64       | 6.31       | 6.59       | 6.95       | 7.16       | 6.40       | 7.20       | 7.17       | 6.95       | 7.09       | 6.84    |
|        | 5      | 8.00       | 6.81       | 6.71       | 6.82       | 6.56       | 6.24       | 5.40       | 7.01       | 7.14       | 8.11       | 6.88    |
|        | 6      | 7.94       | 7.29       | 7.28       | 7.82       | 7.89       | 6.71       | 7.80       | 7.60       | 7.66       | 8.89       | 7.69    |
|        | 7      | 10.11      | 9.27       | 9.25       | 10.17      | 10.72      | 10.24      | 12.07      | غ/م        | غ/م        | غ/م        | 10.26   |
|        | 8      | 11.76      | 10.29      | 12.02      | 11.80      | 12.48      | 13.61      | غ/م        | غ/م        | غ/م        | غ/م        | 11.99   |

## وصلات خارجية
- حافظ العهد على موقع IMDb (الإنجليزية)
- حافظ العهد على موقع ميتاكريتيك (الإنجليزية)
- حافظ العهد على موقع روتن توميتوز (الإنجليزية)
- حافظ العهد على موقع أول موفي (الإنجليزية)